# Ерам
Ерам (на персийски: باغ ارم, Bāgh-e Eram) е историческа персийска градина в Шираз. Думата „ерам“ е персийската версия на арабската дума „ирам“ и означава рай в свещената книга на мюсюлманите Коран.
Наричат я райска и заради красотата и естетиката ѝ. Градината Ерам и къщата Кавам, разположена в нея са разположени на северния бряг на река Кхошк в провинция Фарс.
Както изглежда историята ѝ датира от периода на династията Селджукиди (1038 – 1194). От създаването си до края на 18 век, тя се използва предимно от местните владетели и персийските монарси.
В края на управлението на династията Занд (1750 – 1794), племенните вождове на Кашкаите поемат градината, а един от тях наречен Яни Хан и неговият син, построяват сграда в него.
По времето на Насир уд-Дин шах Каджарски, благородник от Шираз на име Хадж Насир-ол-Молк купил градината от Кашкайските господари и построил настоящата сграда.
След като преминава през ръцете на редица собственици, градината е предадена на Ширазкия университет през 1963 г. Сега се използва като ботаническа градина от научни изследователи на растенията и широката публика.
Основната сграда на градината се състои от три етажа. В мазето може да се види малко езерце, докато на втория етаж в средата на сградата и голяма веранда с две високи колони. От двете страни на голямата веранда, могат да се видят други две малки веранди.
Двуметрови високи каменни плочи украсяват външната фасада на сградата, като на шест от тези плочи са изписани стихотворенията на някои от най-добрите персийски поети – Саади, Хафез и Шуриде на персийски език, с красив курсивен почерк.
На върха на фасадата има три големи и две малки плочки във формата на полумесец, всяка от които илюстрира епично или религиозно събитие, върху които са нарисувани седемцветни заглавия. Сараят се намира на гърба на сградата и се разпределя за удобство на членовете на семейството. Сградата също е дом на голямо езерце, разположено пред нея.
Реставрацията на градината Ерам е изпълнена от заместник-директора по научните изследвания.
Днес градината Ерам и къщата Кавам са разположени в Ширазката ботаническа градина към Ширазкия университет. Те са отворени за обществеността като историческа градина и къща-музей. Те са обект на Световното културно наследство на ЮНЕСКО и за защитени от Иранската организация за културно наследство. 